# NK Trnava Goričan
NK Trnava je nogometni klub iz Goričana. Klub je osnovan 1930. godine, a službeno je registriran tek 1946. godine. Godine 1957. bio je jedan od osnivača Nogometnog saveza Međimurja. 
Trenutni predsjednik kluba od 2012. je Ivan Blažek, v.d. tajnik Petar Medvar, sportski direktor Emanuel Varošanec, a trener Petar Medvar.
U sezoni 2015./16. natjeće se u 1. međimurskoj ligi.

## Povijest
Početci nogometa u Goričanu datiraju iz tridesetih godina 20.stoljeća. Klub tada nije bio registriran već je pod imenom ”Goričan” organizirao susrete s nogometaškim družinama iz okolnih mjesta: Dolnjeg Kraljevca, Sv. Jurja u Trnju, Preloga, Kotoribe. Prema usmenoj predaji prvu utakmicu su odigrali 1930. godine u SV. Đurđu na proščenje i pobijedili su domaćine 3:1.
Nogometni klub Trnava  službeno je registriran 1946. godine.
Te godine Trnava je igrala 1. nogometno prvenstvo okruga koji je obuhvaćao Međimurje, Varaždin i Zagorje. Nastupale su sljedeće ekipe: “Trnava” Goričan, “Rudar” Mursko Središće, “Međimurec” Dolnji Kraljevec, “Borac” Pribislavec, “Udarnik” Belica, “Omladinac” Mačkovec, “Sloga” Pustakovec, “Trnje” Trnovec, “Udarnik” Kućan, “Dubravka” Kneginec, “Radost” Sv. Križ Začretje, “Zagorec” Bedekovčina, “Ivančica” Zlatar Bistrica, “Sloga” Štrigova, Vratišinec, Sveta Jelena, Nedelišće, Kuršanec i Mihovljan.
Klub se 1952. natjecao u Nogometnom savezu Varaždin. Vrijeme te generacije nogometaša ubraja se među najuspješnije u povijesti kluba. Tako su, primjerice, u natjecanju za kup eliminirali tadašnjeg prvoligaša “Naftu” iz Lendave (1:1 i 3:1) a u nastavku ostvarili častan rezultat s tada jakim “Varteksom” iz Varaždina. Za NK Trnavu tada su nastupali: Josip Štimec, Stjepan Kiš, Andrija Fileš, Josip Petric, Nikola Kiš, Mijo Vražić, Stjepan Hranjec, Ivan Hranjec, Leonard Vadlja, Leonard Mihoci, Ivan Hađikan, Josip Ožura, Ivan Blagus, Đuro Zoka, Franjo Markan i Ivan Bašnec.
1959. godine bio je jedan od osnivača Nogometnog saveza Međimurja.

### 1960. – 90.
U sezoni 1965./66. osvojili su prvo mjesto na kvalifikacijskom turniru i postala novi član “podsavezne” lige.
Vrijedno je spomenuti da su 1967. započeli međunarodni susreti s klubom “Medosz” iz Letenya.
U to vrijeme za seniorsku momčad nastupali su: Stjepan Hranjec, Josip Vuk, Josip Marđetko, Mato Mesarić, Josip Purić, Stjepan Petric, Ivan Pongrac, Stjepan Mati, Stjepan Vadlja, Stjepan Vražić, Mijo Vlahek, Josip Katanec, Josip Smrk, Andrija Detoni, Franjo Zorko, Pavao Lovrenčak, Franjo Vugrinec, Josip Kekenj, Ivan Fileš.
Valja istaknuti da najviše priznanje zaslužuje dugogodišnji predsjednik Josip Vugrinec - ”Tratjek”. Pedesetih, šezdesetih i sedamdesetih godina vodio je momčad, bio njezin “spiritus movens”, veselio se svakom uspjehu ali je znao i podviknuti.
Pored seniora uspjehe su postizali i juniori: u sezoni 1980./81. pobijedili su u finalu kupa Viko-Omladinac s 2:0.  Uspjeh su ponovili i 1981./82. pobijedivši u finalu MTČ s 2:1.  To su ostvarili igrači: Stjepan Horvat,Božo Halec, Josip Bergovec, Vlado Malek, Božo Kovač, Zlatko Vuk, Darko Markač, Leonard Blagus, Tomo Hranjec, Mladen Vražić, Ivan Horvat.”Fasko”, Ivan Blažek, Ivan Medvar, Mijo Horvat, Drago Tisaj, Darko Purić, Ivan Krčmar, Ivan Horvat-”Buraz”, Mirko Jakšić, Zvonko Blagus, Ivan Mikec, Josip Medvar.

### Najveći uspjesi kluba dolaze u devedesetima
1993./94.  prvo mjesto u 1. županijskoj ligi i 1994./95. prvo mjesto u IV. hrvatskoj nogometnoj ligi (grupa A).
Pod vodstvom trenera Vugrinec Zlatka nastupali su igrači:  Ivan Mesarić, Vlado Lukša, Zoran Zorko, Branko Mihoci, Leonard Gudlin, Ivan Hozjak,  Drago Šavora, Zvonimir Vadlja, Mladen Pongrac, Josip Gudlin, Milivoj Vražić, Ivica Vugrinec, Ivan Vlahek, Stjepan Horvat, Andrej Blagus, Alen Ribić, Robert Mati, Mladen Smolek, Josip Ribić, Josip Kiš ,Josip Blagus, Srećko Kovač, Tihomir Mesarić, Robert Katanec.1994./95. prvo mjesto u IV. hrvatskoj nogometnoj ligi (grupa A).
Valja istaknuti juniore koji su 1998./99. osvojili kup. Pod vodstvom trenera Mladena Vlaha igrali su: Antonio Jakšić, Zdravko Bašnec, Denis Brodarić, Davor Horvat, Danijel Krznar, Nikola Markan, Dalibor Baksa, Željko Purgar, Dejan Bašnec, Boris Pongrac, Goran Gotal, Tomislav Ivanović, Nikola Jesenović, Alen Kovač, Dejan Purgar, Tomislav Malović, Mario Beti.

### Trnava danas
Klub je dalje uspješno nastupao u reorganiziranoj IV. hrvatskoj ligi (Varaždin – Međimurje).
U sezoni 2010./11.  nastupao je u IV. HNL. Nakon reorganizacije 2011./12. završio je u 1. međimurskoj ligi ali samo jednu sezonu. Nažalost ta sezona završila je ispadanjem u 2. županijsku ligu.
Sezonu 2013./14. Trnava završava na 3. mjestu i vraća se u 1. Međimursku ligu.